# Kisekae Set System

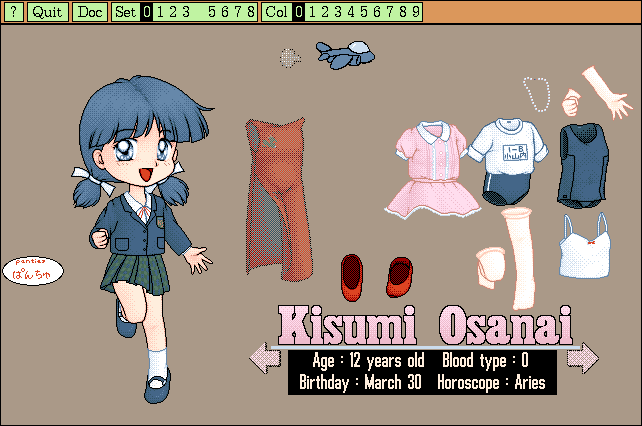
Schermata di un KISS

Kisekae Set System ("KiSS") è un sistema che permette di utilizzare i computer come mezzo per la creazione di "bambole di carta virtuali". Il termine deriva appunto dall'espressione giapponese kisekae ningyou, che designa l'attività di giocare con bambole da vestire. Il KiSS è un freeware e open standard, ovvero uno standard che tutti possono modificare, tanto che ne sono state create versioni praticamente per ogni sistema, palmari inclusi, e ne esiste anche una versione programmata in Java.

## Storia del KiSS
Il KiSS nasce in Giappone a metà degli anni novanta: tutte le "bambole" erano disegnate a imitazione di personaggi degli anime. In origine non si trattava altro che di semplici immagini di un personaggio e di svariati abiti e accessori che potevano essere spostati e sovrapposti su vari livelli, in modo da dare l'illusione di stare vestendo il personaggio. Il vantaggio rispetto alle bambole di carta tradizionali è dato dal fatto di poter muovere svariati pezzi contemporaneamente e agire insieme su vari livelli di "profondità".
Dalla fine degli anni novanta in poi, il KiSS si diffuse dalle BBS nipponiche al resto del mondo, con la creazione delle prime comunità e di programmi scritti apposta per creare nuove "bambole".
Nonostante la grande maggioranza dei set creati con questo sistema raffiguri personaggi da vestire, sono apparsi altri tipi di set, che raffigurano volti, abitazioni, mezzi, o che agiscono da semplici puzzle e giochi. Tuttavia questi tipi di set sono spesso definiti come aberrazioni rispetto al normale standard delle bambole.

## Creazione dei KiSS
Per creare dei KiSS funzionanti si devono convertire le immagini desiderate dal formato di partenza (BMP, GIF o PSD) in cel KiSS (concettualmente simili ai rodovetri usati per l'animazione) e in file KCF, ovvero KiSS Colour Files, cioè le palette necessarie per alcune versioni dello standard. Esiste poi un file di testo che serve per la configurazione, in modo da stabilire i vari livelli di profondità, le interazioni tra cel, gli eventi e altro ancora. Il tutto va poi "impacchettato" in un file LZH, ovvero lo standard di compressione file più adottato in Giappone (in opposizione ai file ZIP).

## Comunità
I creatori di KiSS sono spesso paragonati ai dollers, ovvero i creatori di doll, ma in realtà non esiste una vera affinità tra le due tipologie di "bambole virtuali" e i loro creatori; la KiSS art inoltre è una faccenda più specialistica e settoriale rispetto alla creazione di doll.
Esiste inoltre una comunità dedita ai KiSS, per così dire, adulti, basati sul semplice principio che se una bambola può essere vestita, può anche essere spogliata (ovviamente con vari gradi di "correttezza anatomica").